# DR 137 273 … 858
Die Schnelltriebwagen mit den Nummern 137 273 bis 278 und 137 851 bis 858 waren Dieseltriebzüge der Deutschen Reichsbahn (DR). Sie wurden vor dem Zweiten Weltkrieg im Fernschnelltriebwagen-Netz (FDt) als „Bauart Köln“ eingesetzt.

## Einsatzgeschichte

### Deutsche Reichsbahn

Streckennetz der durch die Schnelltriebwagen gefahrenen Strecken

Der große Erfolg des Fernschnelltriebwagen-Netzes der Deutschen Reichsbahn brachte einige Unzulänglichkeiten mit sich. Die bisher eingesetzten Fahrzeuge der Gattung „Hamburg“ und „Leipzig“ besaßen nur Fahrgastgroßräume und einen eingeschränkten Mitropa-Service. Daher wurden die neuen Fahrzeuge nicht mehr als Gliederzüge, sondern wieder konventionell als kurzgekuppelte Einzelfahrzeuge mit geschlossenen Abteilen und Speisewagen konstruiert.
Als Antriebseinheit wurden trotz größerer Masse der Züge die Motoren der SVT „Leipzig“ beibehalten. Den Fahrgästen wurden 102 gepolsterte Sitzplätze der 2. Klasse angeboten, die in 6er-Abteilen zusammengefasst waren. 30 weitere Sitzplätze enthielt der komfortable Speiseraum. Die Bezeichnung der Fahrzeugteile wurde von den vorherigen SVT-Bauarten mit Kleinbuchstaben hinter der Fahrzeugnummer „a/b“ übernommen, wobei der Fahrzeugteil mit dem Speiseraum (ein Endwagen) ein „a“ bekam, der Mittelwagen ein „b“ und der zweite Endwagen ein „c“ hinter der Fahrzeugnummer.
Die Bauart „Köln“ war die größte gebaute Serie von Schnellverbrennungstriebwagen bei der DR mit 14 Stück. Im Platzangebot und mit einem Mittelwagen mehr wurden sie später nur von den Prototypen der geplanten Bauart „Berlin“ geringfügig übertroffen.
Die Fahrzeuge wurden in dem Ausbesserungswerk in Wittenberge beheimatet und im Schnelltriebwagennetz der DR eingesetzt. Sie brachten es auf bemerkenswert hohe Laufleistungen mit 25.000 bis 30.000 km im Monat. Als bemerkenswerte Leistung ist für den 137 851 im Monat Juli 1939 angegeben, dass er an allen 31 Tagen im Betrieb stand und dabei insgesamt 36.462 km, das sind täglich 1160 km, zurücklegte.
Mit Kriegsbeginn wurden die SVT zunächst stillgelegt. Später dienten sie als Begleitfahrzeuge oder Quartiere für die Wehrmacht. Den Krieg überstanden alle Fahrzeuge, einige ausgebrannt.

### Einsatz in der Tschechoslowakei
Der 137 852 blieb bei den Tschechoslowakischen Staatsbahnen (ČSD) und wurde dort als M 494.001 im Schnellverkehr zwischen Prag und Bratislava eingesetzt. 1949 wurde er an die Deutsche Reichsbahn zurückgegeben.

### Verwendung durch die US-amerikanische Besatzungsmacht
Der 137 274 wurde als Beutegut nach Virginia in die USA geschafft. Die übrigen Fahrzeuge wurden zunächst von den Besatzungsmächten verwendet. Dabei diente der VT 06 108 (ex DR 137 854, in der US-amerikanischen Bezeichnung: Special-Diesel No. 222) als Salontriebwagen zunächst für General Lucius D. Clay, danach für den seit 1949 amtierenden Hohen Kommissar John Jay McCloy und dessen Ehefrau Ellen. Nachdem dieser Triebwagen 1951 ausgebrannt war, übernahm der VT 06 106 den Dienst bis zur Rückkehr der Familie McCloy in die USA im Juli 1952. Die Züge standen in dieser Zeit immer fahrbereit im Fürstenbahnhof Bad Homburg, wo sich die Residenz von Clay und McCloy befand.
Auch der Triebwagen SVT 137 856 wurde zum Salon-Triebwagen umgebaut, vom US-Militär als USA 4 44 444 bezeichnet, und war zunächst für den kommandierenden General der United States Constabulary im Einsatz, anschließend für die 7. US-Armee. 1958 wurde er ausgemustert.
Ein weiterer Triebwagen, der SVT 137 853, wurde ebenfalls zum Salon-Triebwagen umgebaut, vom US-Militär als USA 6 66 666 bezeichnet, diente vielleicht zunächst dem US-Militär-Gouverneur Dwight D. Eisenhower, anschließend General Clarence R. Huebner und war dann für die Spitzen des Hauptquartiers der US-Army in Europa im Einsatz.

### Deutsche Bundesbahn

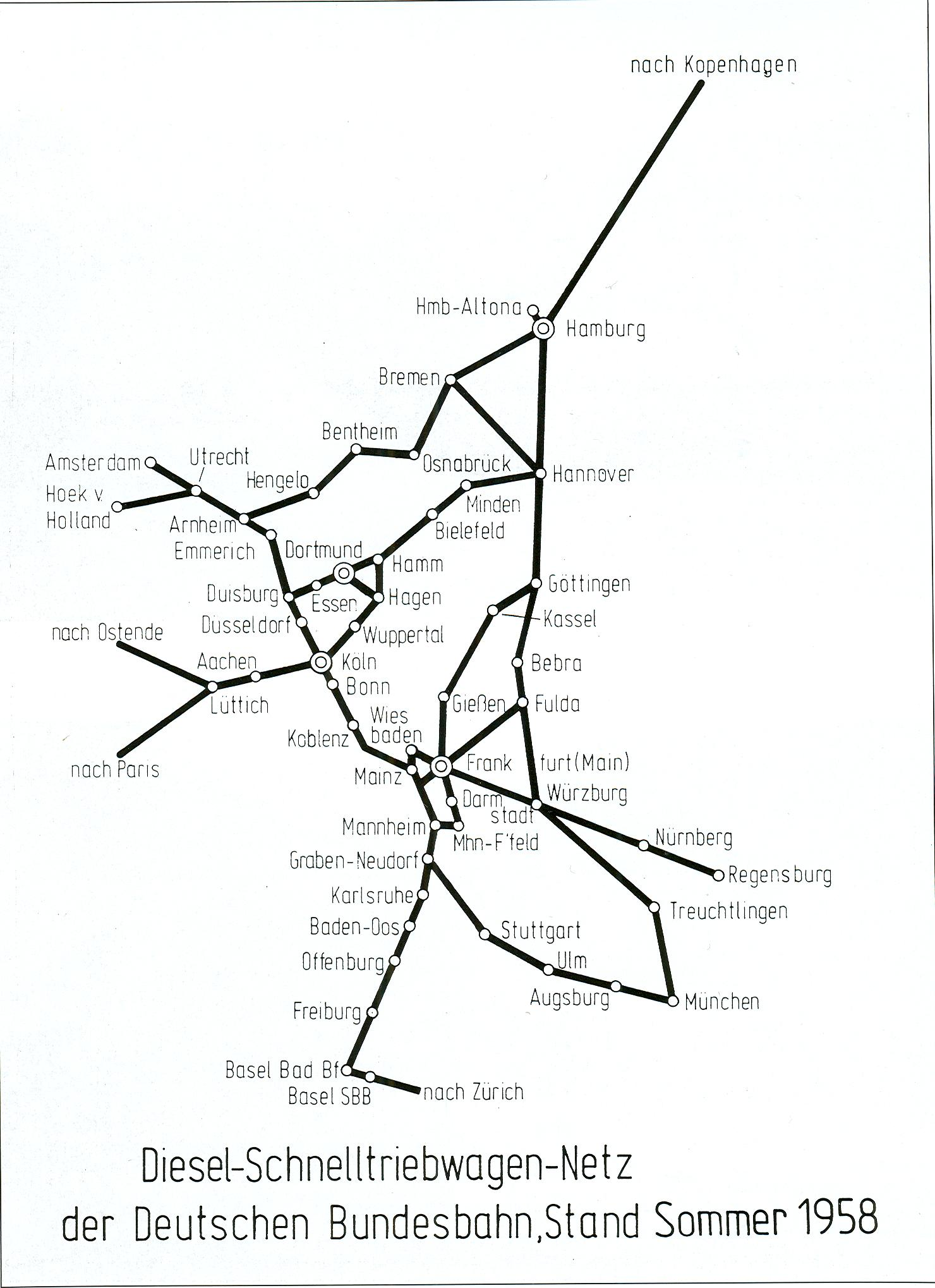
Streckennetz der auf dem Gebiet der Bundesrepublik Deutschland befahrenen Strecken

Bei der Deutschen Bundesbahn wurden nach 1947 neun Fahrzeuge bei der WMD Donauwörth für den geplanten Einsatz der Vorkriegs-SVT im FDt-Dienst generalüberholt. Für ein gefälligeres Aussehen wurden die außenliegenden Frontfenster abgerundet. Die Bezeichnungen der drei Fahrzeugteile des jetzt als (S)VT 06.1 eingereihten Triebwagens änderten sich von SVT 137 ### a/b/c über SVT 06.1## a/b/c auf VT 06 1## a/VM/b. Sie wurden zunächst in taubenblau/grau lackiert, dies wurde Mitte der 1950er Jahre auf das altrot für Triebwagen geändert. Die Fahrzeuge wurden nach der Rekonstruktion in hochwertigen Schnellverbindungen wie der Rheinblitz-Gruppe eingesetzt. Der Einsatz währte bis Ende der 1950er Jahre, als die Ablösung in Form der Reihen VT 08 und VT 12.5 erschien. 1958 wurden vier Fahrzeuge an die DR verkauft.

### Deutsche Reichsbahn
Bei der Deutschen Reichsbahn verblieben zunächst nur zwei Fahrzeuge, die 137 273 und 278. 1949 erschien der Rückkehrer der ČSD 137 852. Mit diesen drei Fahrzeugen wurde zunächst die Verbindung von Berlin nach Hamburg wieder aufgenommen. Die Reisezeit war mit vier Stunden mit der vor dem Zweiten Weltkrieg nicht vergleichbar. Ab 1955 wurde mit einem der Triebwagen der neu eingeführte und an zwei Tagen pro Woche verkehrende Saßnitz-Express zwischen Saßnitz und München bedient.
1958 erhielt die DR durch ein Tauschgeschäft mit der DB vier weitere Fahrzeuge aus Westdeutschland, unter anderem die beiden Triebwagen mit hydraulischem Antrieb VT 06 102 und VT 06 111. Mit den sieben Fahrzeugen wurde ein internationaler Verkehr aufgenommen; der Neptun zwischen Berlin und Kopenhagen, der Vindobona zwischen Berlin und Wien, der Hungaria zwischen Berlin und Budapest sowie auf der Relation Berlin–Warschau–Brest der Berolina. Im Verlaufe ihrer Dienstzeit wurden die Fahrzeuge rekonstruiert, einige Triebzüge erhielten einen zweiten Mittelwagen, die Antriebseinheit wurde durch neue Motoren der Bauart „K 12 V 170 DR“ von ČKD ersetzt.
Anfang der 1970er Jahre erhielten die Fahrzeuge die neue Bezeichnung 182.0, wobei immer ein Endwagen und der Mittelwagen durchnummeriert wurden und der zweite Endwagen eine 500er-Nummer bekam (Beispiel: DR 137 273 a/b/c > DB SVT 06.101 a/b/c > DB VT 06 101 a/VM/b > DR 182 001, 002, 501). Inzwischen waren sie aus den internationalen Verbindungen verdrängt worden und fuhren bevorzugt im DDR-Binnenverkehr z. B. die Strecken Berlin–Bautzen, Berlin–Rostock und Berlin–Leipzig.

## Erhaltene Fahrzeuge

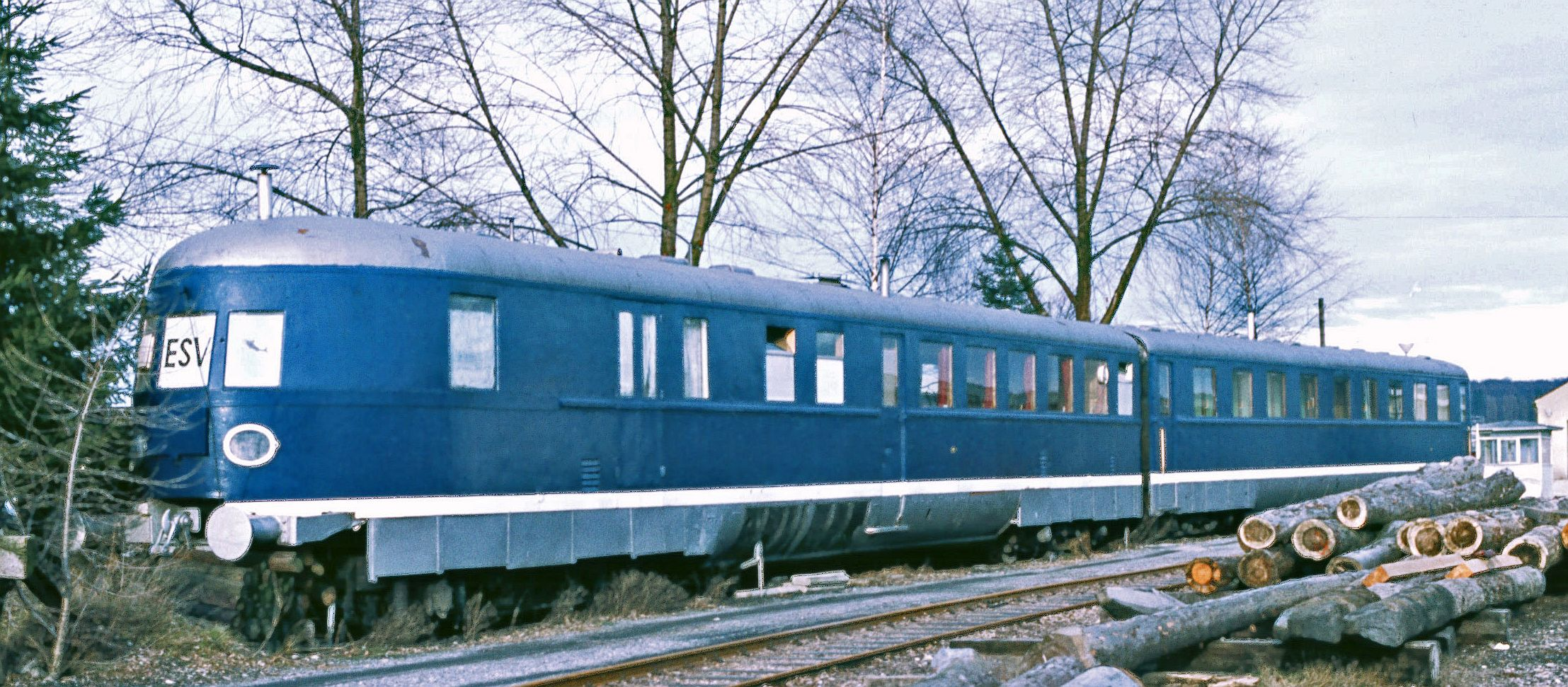
Klubraum des ESV Konstanz im April 1979

Aus dem Bestand der DB sind zwei dieser Fahrzeuge bis heute erhalten geblieben: Der Endwagen „b“ des VT 06 106 (a/VM/b) (ex 137 851) steht neben dem Vereinsheim des Eisenbahner-Hochsee-Sportfischer-Vereins e. V. (EHSFV) in Lübeck-Travemünde und dient hier als Gästehaus. Die beiden anderen Fahrzeugteile, der Endwagen „a“ und der Mittelwagen „VM“, des ehemals dreiteiligen Fernschnelltriebwagens, bilden das Vereinsheim der Wassersportabteilung des Eisenbahner-Sportvereins in Konstanz.
Der VT 06 104 (ex 137 277), nur die beiden Triebköpfe ohne Mittelwagen, steht mit falscher Beschriftung „SVT 137 851“ im Werksmuseum von Linke-Hofmann AG Breslau in Salzgitter. Der Fernschnelltriebwagen hat wieder die Lackierung in den originalen DR-Farben erhalten, jedoch wurden die abgerundeten Führerstandsfenster aus der DB-Zeit beibehalten.
Der ehemalige 137 856 a/b/c wurde als letztes Fahrzeug 1983 bei der Deutschen Reichsbahn abgestellt und ist nach inzwischen erfolgter originalgetreuer Aufarbeitung im Ausbesserungswerk Delitzsch unter der Regie des Fördervereins Diesel-Schnelltriebwagen (SVT) e. V. der Nachwelt erhalten geblieben.
Zum 100. Betriebsjubiläum des Schienenfahrzeugwerks Delitzsch am 30. August 2008 kam es zu einer Aufstellung der drei historischen Fernschnelltriebzüge 137 856 Bauart „Köln“, 137 225 Bauart „Hamburg“ und 137 234 Bauart „Leipzig“, die es so seit Jahrzehnten nicht mehr gegeben hatte.

## Konstruktive Merkmale
Die dreiteilige Einheit der Fahrzeuge war in Spantenbauart in Leichtbauweise gefertigt. Das Untergestell des Wagenkastens war durchgängig mit einer Schürze zur Verminderung des Luftwiderstandes versehen. Mit insgesamt 132 Sitzplätzen einschließlich des Speisewagens bot der Triebwagen zu seiner Zeit die meisten Sitzplätze der bisher gebauten Fernschnelltriebwagen an. Lediglich der Prototyp der Bauart Berlin hatte noch ein geringfügig größeres Platzangebot. Die Sitze der 2. Klasse waren federkerngepolstert und mit Wollplüsch abgedeckt, die Sitze des Speisewagens mit Leder bezogen. Die Sitzplätze waren wie bei Schnellzugwagen als Abteile mit Seitengang ausgeführt. Der Speisewagen mit Mittelgang war ursprünglich im antriebslosen Mittelwagen untergebracht. Bei der Rekonstruktion nach dem Zweiten Weltkrieg wurde der Speisewagen in einem Endwagen untergebracht. Beim erhaltenen SVT 137 277 im Werksmuseum bei Alstom Transport Deutschland in Salzgitter ist das Inventar des Speisewagens noch im Originalzustand vorhanden. Die Wandbekleidung der Fahrgastabteile war in Birnbaumholz ausgeführt, die hölzerne Kassettendecke aus Gebirgsahorn hergestellt. Die Abteiltüren waren zweiteilig ausgeführt und großflächig verglast, damit nach allen Seiten ein ausreichender Rundumblick gewährleistet war. Dafür hatten die Abteilfenster eine Breite von 1.200 mm.
Die Drehgestelle waren in geschweißter Bauweise nach der Bauart Görlitz ausgeführt und vierfach mit den Wagenkasten abgefedert. Erstmals waren die Magnete der Indusi an ihnen befestigt, bei allen vorherigen Schnellverbrennungstiebwagen (SVT) waren sie am Wagenlängsträger angeschraubt. Die Bremse war wieder als Klotzbremse ausgeführt, die Ausführung als Trommelbremse brachte bei den bisherigen SVT Probleme mit sich. Die Versuche mit Scheibenbremsen waren zur Bauzeit der Triebwagen noch nicht abgeschlossen. Die als Hildebrand-Knorr-Bremse ausgeführte Bremse konnte vom Führerstand elektrisch und pneumatisch angesteuert werden. Zusätzlich besaßen die Fahrzeuge eine Magnetschienenbremse mit Magneten in jedem Drehgestell. Die Bremsmagnete wurden bei Fahrtstellung von Druckluftzylindern angehoben und verriegelt. Erst bei Betätigung des Führerbremsventiles in die Schnellbremsstellung trat ihre Bremswirkung in Kraft. Bei einer Geschwindigkeit unter 20 km/h wurden sie zum Schutz vor Überbremsung abgeschaltet.
Die dieselelektrische Antriebsanlage war in der herkömmlichen Bauart ausgeführt. Der Dieselmotor vom Typ Maybach GO6 war im Maschinendrehgestellen des Endwagens untergebracht. In den Triebdrehgestellen des Endwagens waren die elektrischen Fahrmotoren in Tatzlager-Bauweise untergebracht, die beiden Drehgestelle des Zwischenwagens waren Laufdrehgestelle. Der Maschinensatz mit Dieselmotor und Generator war in einem einteiligen Tragrahmen gelagert, dieser war in drei Punkten im Drehgestelllager pendelnd abgestützt. Dieselmotor und Hauptgenerator waren durch eine Gewebescheibenkupplung miteinander verbunden. Die elektrischen Fahrmotoren hatten einen einseitigen Zahnradantrieb auf die Treibräder mit einem Übersetzungsverhältnis von 2,54. Sie konnten abwechselnd in Reihe oder Parallelschaltung betrieben werden, wovon besonders beim Anfahren und bei Fahrten in Steigungen Gebrauch gemacht wurde. Gesteuert wurden die Triebwagen mit der RZM-Mehrfachsteuerung, mit welcher drei Triebwagen gesteuert und zwei überwacht werden konnten. Bei den Triebwagen der SVT Köln konnten die Steuerleitungen erstmals bei Dieseltriebwagen selbständig gekuppelt werden. Dafür war eine Reihe von Steuerkupplungen in der Scharfenbergkupplung angeordnet. Die Triebwagen der Bauart Hamburg erhielten bei Zwischenausbesserungen ebenfalls diese Kupplungen, um mit dem SVT Köln im Verbund fahren zu können.
Jeder Dieselmotor hatte eine unterflur angeordnete Kühlanlage. Geheizt wurde der Triebzug durch in jedem Wagen vorhandene ölgefeuerte Warmwasseranlagen. Die für die Bremse und die Hilfsanlagen benötigte Druckluft wurde von zwei Luftverdichtern erzeugt. Diese waren im Mittelwagen untergebracht und durch zwei Elektromotoren angetrieben. Die Hauptluftbehälterleitung hatte einen Druck von 10 bar, der für die Hauptluftleitung benötigte Druck von 5 bar wurde durch ein Druckminderventil geregelt. An den Stirnseiten wurden beide Leitungen der Scharfenbergkupplung zugeführt und konnten beim Kuppeln selbständig verbunden werden.

## Umbauten

### Umbau als dieselhydraulische Fahrzeuge bei der DB
Nach dem Zweiten Weltkrieg wurden bei der Deutschen Bundesbahn bei zwei Triebwagen die elektrische Kraftübertragung durch einen dieselhydraulischen Antrieb ersetzt. Dieser Umbau wurde bei den SVT 06 102 und SVT 06 111 durchgeführt und in der WMD vollzogen. Dabei wurden 1950/51 die Dieselmotoren Maybach GTO 6 und die Zweiwandlergetriebe von Voith im Maschinendrehgestell an den Spitzen des Fahrzeuges eingebaut. Die ehemaligen Triebdrehgestelle wurden nach Ausbau der elektrischen Fahrmotoren reine Laufdrehgestelle. Sie erhielten die neue Bezeichnung VT 06 501 a/b/c und VT 06 502 a/b/c. Durch den Umbau änderten sich einige technische Daten, so die
- Achsfolge: B'2+2'2'+2'B',
- Dienstmasse leer: 159.200 kg,
- Dienstmasse besetzt: 168.800 kg,
- Reibungsmasse: 71.400 kg und
- Sitzplatzzahl: 96 + 30 Speiseplätze.

Die Verringerung der Sitzplatzzahl kam dadurch zustande, dass in dem bei der DB als Sitzwagen ausgeführten Mittelwagen zusätzlich ein Schreibabteil eingerichtet wurden.

### Modernisierung bei der Deutschen Reichsbahn
Die fünf bei der DR verbliebenen Fahrzeuge wurden ab 1963 einer gründlichen Modernisierung unter Beibehaltung der dieselelektrischen Antriebsanlage unterzogen.
Es wurden 48 Sitzplätze in der 1. Klasse und 72 Sitzplätze in der 2. Klasse eingerichtet. Zusätzlich gab es 30 Sitzplätze im Speiseraum, der in einen Endwagen eingerichtet wurde. Bei der Rekonstruktion wurde die Wagenheizung durch eine aus DDR-Produktion vom Typ HETO 40 S ersetzt. Für den Fährverkehr nach Dänemark wurden Änderungen bei den Kurzkupplungen zwischen den Wagen erforderlich. Da beim Befahren der Fähren Weichen mit einem Halbmesser von 150 m befahren werden mussten, mussten vor dem Auffahren auf die Fähre die Kurzkupplungen mit einem extra angefertigten Schlüssel gelockert und nach dem Verlassen des Schiffes wieder gespannt werden. Die Kurzkupplungen wurde so geändert, dass die Mittelwagen nur Puffer und die Endwagen nur Gleitplatten besaßen. Außerdem waren Änderungen an den Übergangsbrücken und den Faltenbälgen erforderlich.
Größte Umbaumaßnahme war der Ersatz der Antriebsmotoren durch solche vom Typ K 12 V 170 DR des Herstellers ČKD. Der Motor hatte annähernd dieselbe Leistung wie die Typen von Maybach. Etwas größer waren die äußeren Abmessungen, die eine andere Schallisolierung erforderlich machten. Da eine Schallwand dadurch entfallen musste, war bei der verbliebenen Schallwand eine verstärkte Schallisolierung erforderlich. Die Neugestaltung der Haube gestattete es, bessere Sitze für das Triebwagenpersonal vorzusehen. Weitere Wärm- und Schallisolierungsmaßnahmen wurden im Führerstand durchgeführt. So erhielt die Decke des Führerraumes eine Verkleidung mit Lochblechen. Die elektrische Ausrüstung der Fahrzeuge blieb weitgehend unverändert. Es wurden insbesondere die Beleuchtung mit Glühlampen belassen, nur auf eine höhere Leuchtstärke eingestellt.